# Ян Дисмас Зеленка
Ян Дисмас Зеленка (на чешки: Jan Dismas Zelenka) е чешки композитор от епохата на барока. Неговата музика значително развива хармониите и контрапунктите.

## Жизнен път и творчество
За Ян Дисмас Зеленка се знае твърде малко, като повечето от данните за биографията му са черпени от косвени източници. Зеленка е роден в Лоуновице (Louňovice pod Blaníkem) – малък търговски град на югоизток от Прага, в Централна Бохемия. Съществува документ, сочещ, че на 16 октомври 1679 г. в католическата църква на гр. Лоуновице е кръстен първородният син на местния органсит и кантор. Кръщелното му име е отбелязано като Ян Лукас. Впоследствие, най-вероятно по време на конфирмация му, е прибавено името Дисмас – името на благоразумния разбойник, разпънат с Христос на кръста.
Тъй като баща му е също така и учител по музика, той дава първите музикални уроци на сина си. За ранните години на Зеленка се знае много малко. Предполага се, че започва музикалното си образование, изучавайки виола в йезуитския колеж Клементинум в Прага, който е бил смятан за център на музикалното образование. В този период Зеленка създава първите си композиции, сред които е „Via laureata magnis virtutum“ (1704) – кантата, посветена на разпятието на Христос, както и „Musica… ad sepulchrum sacrum“ ZWV58 (1709).
През 1696 г. принцът на съседната с Бохемия Саксония Фридрих-Август приема католицизма, което му позволява да стане крал на Полша. През 1708 г. придворният театър на Дрезден е преобразуван в Кралска католическа капела. През 1710 г. Капелата се намира под юрисдикцията на йезуитския орден от епархия Бохемия. Тъй като мнозинството от жителите на Дрезден са лютерани, то музиканти, хористи и разбиращи от католическа църковна музика са набрани от Бохемия. Сред тях е и Зеленка, като придворен контрабасист, със заплата от 300 талера. Същевременно той композира. Първото му произведение е „Missa Sanctae Caeciliae“ ZWV1a (1711; публикувано чак през 1983 г.). През 1712 г. Зеленка преработва тази меса за крал Август II, като го моли да го изпрати за една година на обучение във Франция и Италия, където да изучи „добрия вкус на Франция и големите литургични традиции на Италия“. След две години се появява и „Missa Judica me“ ZWV2, като вече заплатата му е 400 талера.
През 1715 г. молбата на Зеленка за годишен отпуск е удовлетворена и той заминава за австрийската столица Виена, където да продължи обучението си при Йохан Йозеф Фукс (Johann Joseph Fux, 1660 – 13 февруари 1741). В същото време той също дава уроци по контрапункт на обоиста Йохан Йоахим Квантц (Johann Joachim Quantz, 30 януари 1697 – 12 юли 1773), който също съчинявал музика. Именно в този период Зеленка създава серията от 4 оркестрови сюити „Capriccio I-IV“ (ZWV182-185).
Подобно на Йохан Себастиан Бах Ян Дисмас Зеленка е увлечен от събирането на копия и транскрипции на всевъзможни шедьоври на литургичната музика. За това той отделя от неголемите си доходи, в резултат на което събира великолепна колекция от църковна музика – „Collectaneorum Musicorum libri IV de diversis Authoribus“. Този четиритомен труд е единственото нещо, което е продължило да се ползва с някаква известност, дори и след като музиката на Зеленка изпада в пълно забвение. Тази колекция включва „божествени произведения“ на Палестрина, знаменитото „Miserere“ на Алегри, „Fiori Musicali“ на Фрескобалди, канон на Фукс и много други шедьоври. Ръкописът е изгубен по време на Втората световна война.
Когато Зеленка се завръща в Дрезден ок. 1718 или 1719 г., неговата музикална кариера е в недобро състояние. През 1717 г. водещо място в придворната музика заема Йохан Давид Хайнихен, който е на особена почит в двора и получава годишна заплата от десетки хиляди талера. Зеленка си остава контрабастист с няколкостотинталерова заплата. Въпреки това той активно съчинява църковни произведения. През 1721 г. той става помощник на Хайнихен и получава званието вицекапелмайстор, но това не му носи увеличение на доходите. С времето здравето на Хайнихен се влошава и Зеленка очаква, че той ще бъде негов наследник на поста. През този период написва шедьовър на инструменталната музика – 6 трио сонати за духови инструменти ZWV181.
През 1723 г. Зеленка заедно с ученика си Квинтц и с лютниста и композитор Силвиус Леополд Вайс (Silvius Leopold Weiss, 12 октомври 1687 – 16 октомври 1750) отива в Прага по повод тържествата във връзка с коронацията на Карл VI и жена му Елизабет-Кристина, като кралско семейство на Бохемия. Там той отива и с баща си, който след няколко години умира. В Прага Зеленка свири в оркестъра, който изпълнява операта на Фукс „Constanza e Fortessa“, която съдържа множество технически новости. Там Зеленка поставя премиерното изпълнение на алегоричната кантата „Melodrama de Sancto Venceslao“ (ZWV175), написана по поръчка на йезуитите. Зеленка е диригент, а на представянето присъства кралският двор. Постановката отбелязва успех и скоро е поставена отново. Очевидно вдъхновен от успеха, Зеленка набързо създава серия от 6 концертни произведения за оркестър. От тях са оцелели само 4 – „Концерт в сол мажор“ ZWV186, „Увертюра във фа мажор“ ZWV188, „Симфония в ла минор“ ZWV189 и необичайната малка сюита „Ипохондрия в ла мажор“ ZWV187.
На следващата 1729 г. Зеленка пише петата си оркестрова сюита „Capriccio V“, ZWV190, което най-вероятно е последното му светско съчинение. Остатъка от живота си авторът посвещава на църковната музика.
В края на 20-те години на XVIII век Зеленка почти изцяло заменя Хайнихен в работата по създаване на музика за придворната католическа църква в Дрезден и придобива званието „управляващ църковната музика“, с неголямо увеличение на заплатата. През 1728 г. Хайнихен умира и Зеленка основателно се надява, че ще заеме поста му. Но кралят все отлага да назначи човек на овакантения пост за главен капелмайстор. През 1731 г. в Дрезден пристига от Италия младият, но безспорно талантлив композитор Йохан Адолф Хасе (Johann Adolph Hasse, 25 март 1699 – 16 декември 1783), като изнася серия концерти. Хасе е германец по произход и ученик на Алесандро Скарлати (Pietro Alessandro Gaspare Scarlatti, 2 май 1660 – 24 октомври 1725). Хасе е с 20 години по-млад от Зеленка. Идването на Хасе се приема възторжено, като придворните открито заявяват, че Хасе е наследник на Хайнихен. Това несъмнено оскърбява Зеленка. И тъй като постът на капелмайстор все още не е ангажиран, Зеленка написва писмо до краля, с което го моли за справедливост. Но кралят скоро умира и реквиемът за него е написан от Хасе, а не от Зеленка. В крайна сметка Хасе става новият главен капелмайстор и на мода в Дрезден идват италианската опера и оратории.
През 1735 г. по време на Страстната седмица е изпълнена ораторията на Зеленка Gesu al Calvario – „Иисус на Голгота“ ZWV62 (въздействащо, вглъбено произведение в италиански стил). Ораторията отбелязва голям успех. Но това не води до съществена положителна промяна в положението на композитора. В този период, след 15-годишен труд на това поприще, Зеленка е удостоен със званието „църковен композитор“ и през 1736 г. следва увеличение на заплатата му до 800 талера годишно. Зеленка пише ежедневно църковна музика, а всички поръчки за писане за музика за различни поводи постъпват при Хасе. По онова време композиторите много разчитат на подобни допълнителни поръчки, за да осигуряват доходите си. Допълнително унижение за Зеленка става и това, че заедно с удостояването му като „църковен композитор“, такова звание получава и посредственият композитор Тобиас Буц. По съвпадение през 1736 г. същото звание получава и Йохан Себастиан Бах. Званието „църковен композитор“ не носи някакви особени облаги, а е по-скоро почетно.
В края на 30-те години на XVIII век Зеленка, пренебрегнат и унизен, е вече с разклатено здраве. Но въпреки това в този период той създава някои от най-гениалните си произведения. През 1736 г. той пише „Меса в чест на Пресвета Троица“ (ZWV17). На следващата или по-следващата година той заболява тежко и дава обет, че ако оздравее, ще напише друга голяма меса. Той оздравява и спазвайки обещанието си сътворява Missa Votiva („Месса за обета“, ZWV18). Зеленка осъзнава, че жизненият му път е към края си и решава да напише цикъл от 6 меси. Завършването на този цикъл не е по силите му. Той успява да напише първата меса в чест на Бог Отец (ZWV19, 1740), написва първите две части на огромната втора меса в чест на Бог Син и накрая, предчувствайки края си, решава да създаде и шестата меса, посветена на Всички Светии (ZWV21, 1741). В преамбюла към музиката на последната той отбелязва „Шестата, може би, последната от моите меси“.
В нощта на 23 декември 1745 г. Ян Дисмас Зеленка умира от водянка. Той е погребан на Рождество в Старото католическо гробище в Дрезден.

## Запазено творчество и възраждане на музиката му
След смъртта на Зеленка неговият архив се съхранява като собственост на кралския двор. Копирането и издаването на негови произведения не е било разрешено. Още известно време музиката на Зеленка звучи из църквите. Скоро обаче настъпва промяна на музикалните вкусове и стил и музиката на Зеленка е напълно забравена за около 200 години. Някои ръкописи на Зеленка са унищожени по време на бомбардировките над Дрезден през Втората световна война. Портрет на композитора не е оцелял.
Зеленка композира предимно сакрална музика. Пише три оратории, 12 меси и много други църковни композиции. Оркестралните и вокални светски композиции на Зеленка са също толкова виртуозни и значими. В частност характерно за музиката му е засиленото присъствие на басовите инструменти.
Възраждането на музиката на Ян Дисмас Зеленка настъпва в средата на XX век с публикуването в Чехословакия на всички негови инструментални произведения и няколко църковни. През 1972 г. водещият обоист Хайнц Холигер (Heinz Holliger), заедно с няколко негови колеги, записва и издава трио сонатите на Зеленка, което произвежда сензация за меломанския свят. През 1977 г. се правят записи на оркестровите му произведения от Camerata Bern. На 53-тия Бахов фестивал на Ново бахово общество в Марбург, германският диригент Волфрам Венерт (Wolfram Wehnert) спомага за утвърждаването на становището, че Зеленка е един от великите композитори на барока, наред с Бах, Хендел и Телеман. Следват немалко записи, които разкриват творчеството на Зеленка пред по-широка общественост.

## Каталог на произведенията и звукозаписи
Известни са около 250 произведения на чешкия композитор Зеленка. Най-изпълнявани са вокалните му религиозни творби – Меси, Те Деум, Реквием, Магнификат и др. Особено почитан, изпълняван и записван е в родната му Чехия.